# Siemkino (rejon szeksniński)
Siemkino (ros. Семкино) – wieś w Rosji, w rejonie szeksnińkim obwodu wołogodzkiego. W 2010 r. liczyła 5 mieszkańców.